# NGC 2467
NGC 2467 – gromada otwarta powiązana z obszarem H II, znajdująca się w gwiazdozbiorze Rufy. Została odkryta 9 grudnia 1784 roku przez Williama Herschela. Jest położona w odległości ok. 13,4 tys. lat świetlnych od Słońca.
Mgławica, w której znajduje się gromada jest obszarem formowania nowych gwiazd. Jej olbrzymie obłoki gazu i pyłu zdobią młode, jasnoniebieskie gwiazdy. Niektóre z nich już wynurzyły się z gęstego obłoku, z którego powstały i świecą jasnym, niebieskim światłem, inne w dalszym ciągu pozostają ukryte. Młode, gorące gwiazdy emitują ogromne ilości promieniowania ultrafioletowego pobudzając gaz do świecenia, jednocześnie stopniowo rozpraszając macierzysty obłok. Większość promieniowania ultrafioletowego jest emitowana przez jedną niezwykle masywną i jasną gwiazdę. To właśnie jej intensywne promieniowanie oczyściło otoczenie. Kolejne gwiazdy powstają na zagęszczonych obrzeżach oczyszczonego obszaru.

NGC 2467 (ESO)
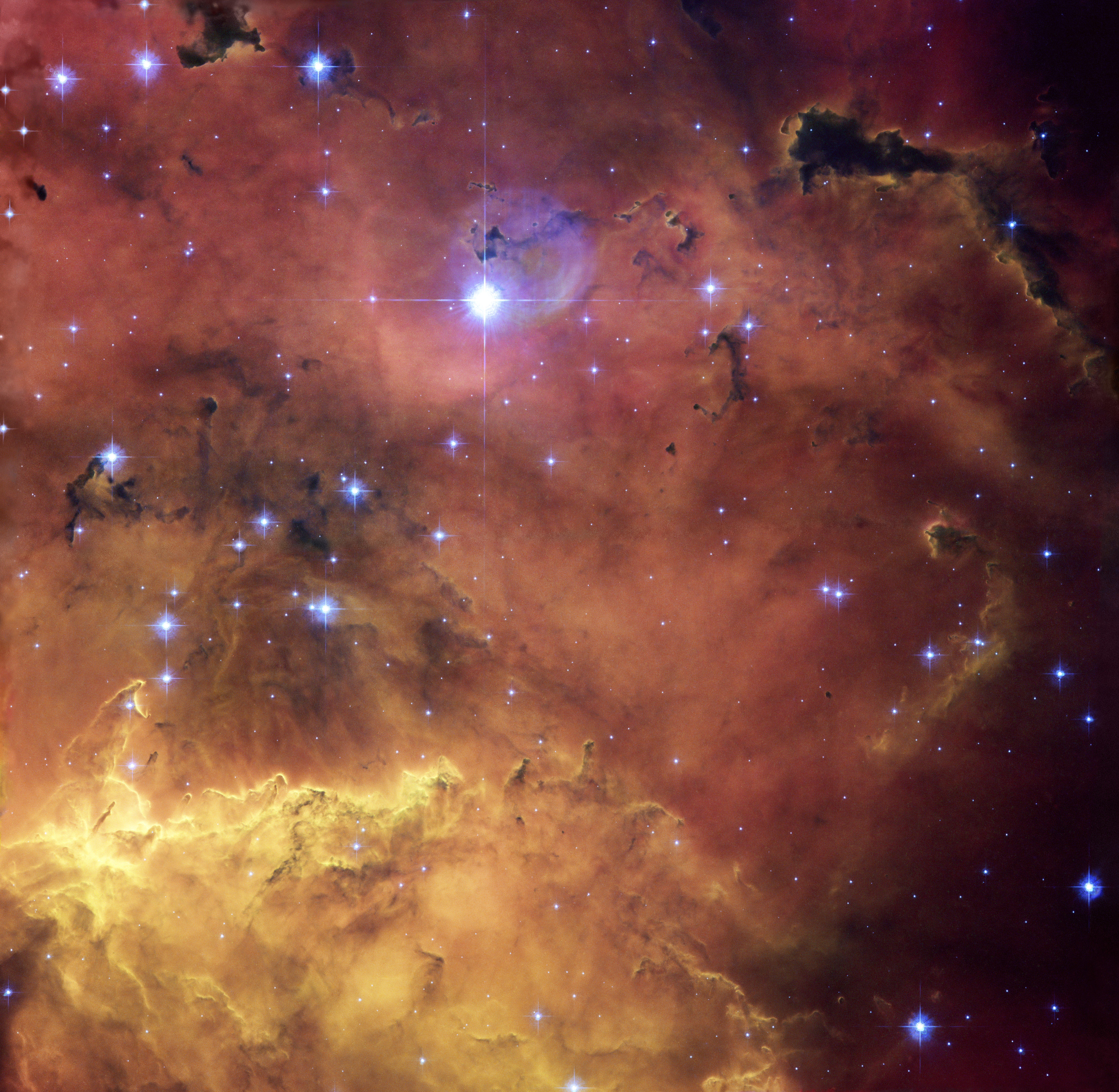
NGC 2467 (HST)